# Finntjärnen (Åre socken, Jämtland)
Finntjärnen är en sjö i Åre kommun i Jämtland och ingår i Indalsälvens huvudavrinningsområde. Sjön har en area på 0,388 kvadratkilometer och ligger 646,2 meter över havet. Sjön avvattnas av vattendraget Finnån.

## Delavrinningsområde
Finntjärnen ingår i det delavrinningsområde (703538-133299) som SMHI kallar för Utloppet av Finntjärnen. Medelhöjden är 679 meter över havet och ytan är 3,14 kvadratkilometer. Det finns ett avrinningsområde uppströms, och räknas det in blir den ackumulerade arean 17,22 kvadratkilometer. Finnån som avvattnar avrinningsområdet har biflödesordning 3, vilket innebär att vattnet flödar genom totalt 3 vattendrag innan det når havet efter 364 kilometer. Avrinningsområdet består mestadels av skog (88 procent). Avrinningsområdet har 0,38 kvadratkilometer vattenytor vilket ger det en sjöprocent på 12,2 procent.